# کانجیزاایو-این
کانجیزاایو-این (به ژاپنی: 観自在王院 Kanjizaiō-in) یک معبد بودایی است که در  هیراایزومی، ایواته، استان ایواته، ژاپن واقع شده‌است.